# Comtat de Chatham (Carolina del Nord)
El comtat de Chatham (en anglès: Chatham County, North Carolina) és un comtat situat a la zona del Piedmont de l'estat nord-americà de Carolina del Nord. Segons el cens del 2010, la població era de 63.505. La seva seu de comtat és Pittsboro.
El comtat de Chatham forma part de l'àrea estadística metropolitana de Durham-Chapel Hill (Carolina del Nord), que també s'inclou a l'àrea estadística combinada de Raleigh-Durham-Chapel Hill, que té una població de 1.998.808 segons les estimacions de població del cens del 2012 dels Estats Units.
Segons l'Oficina del Cens dels EUA, el comtat té una superfície total de 1.800 km², de la qual 1.770 km² són 682 de terra i 73 km² (3,9%) són aigua. El comtat limita amb els comtats de Durham, Orange i Alamance al nord, Wake a l'est, Harnett al sud-est i Lee, Moore i Randolph a l'oest.
El comtat es troba totalment dins de la regió fisiogràfica del Piedmont, tot i que la seva topografia compta amb diversos turons més alts que s'eleven per sobre del terreny general. Chatham es troba també dins de la conca de drenatge del riu Cape Fear, que comença a la confluència del riu Haw i el riu Deep sota el llac Jordan.